# Przypadkowy turysta
Przypadkowy turysta – amerykański film obyczajowy z 1988 roku na podstawie powieści Anne Tyler.

## Główne role
- William Hurt jako Macon Leary
- Kathleen Turner jako Sarah Leary
- Geena Davis jako Muriel Pritchett
- Amy Wright jako Rose Leary
- David Ogden Stiers jako Porter Leary
- Ed Begley Jr. jako Charles Leary
- Bill Pullman jako Julian

## Nagrody i nominacje
Oscary za rok 1988
- Najlepsza aktorka drugoplanowa - Geena Davis
- Najlepszy film - Lawrence Kasdan, Michael Grillo, Charles Okun (nominacja)
- Najlepszy scenariusz adaptowany - Lawrence Kasdan, Frank Galati (nominacja)
- Najlepsza muzyka - John Williams (nominacja)

Złote Globy 1988
- Najlepszy dramat (nominacja)
- Najlepsza muzyka - John Williams (nominacja)

Nagrody BAFTA 1989
- Najlepszy scenariusz adaptowany - Lawrence Kasdan, Frank Galati (nominacja)